# Lotus glareosus
Lotus glareosus es una herbácea de la familia de las leguminosas.

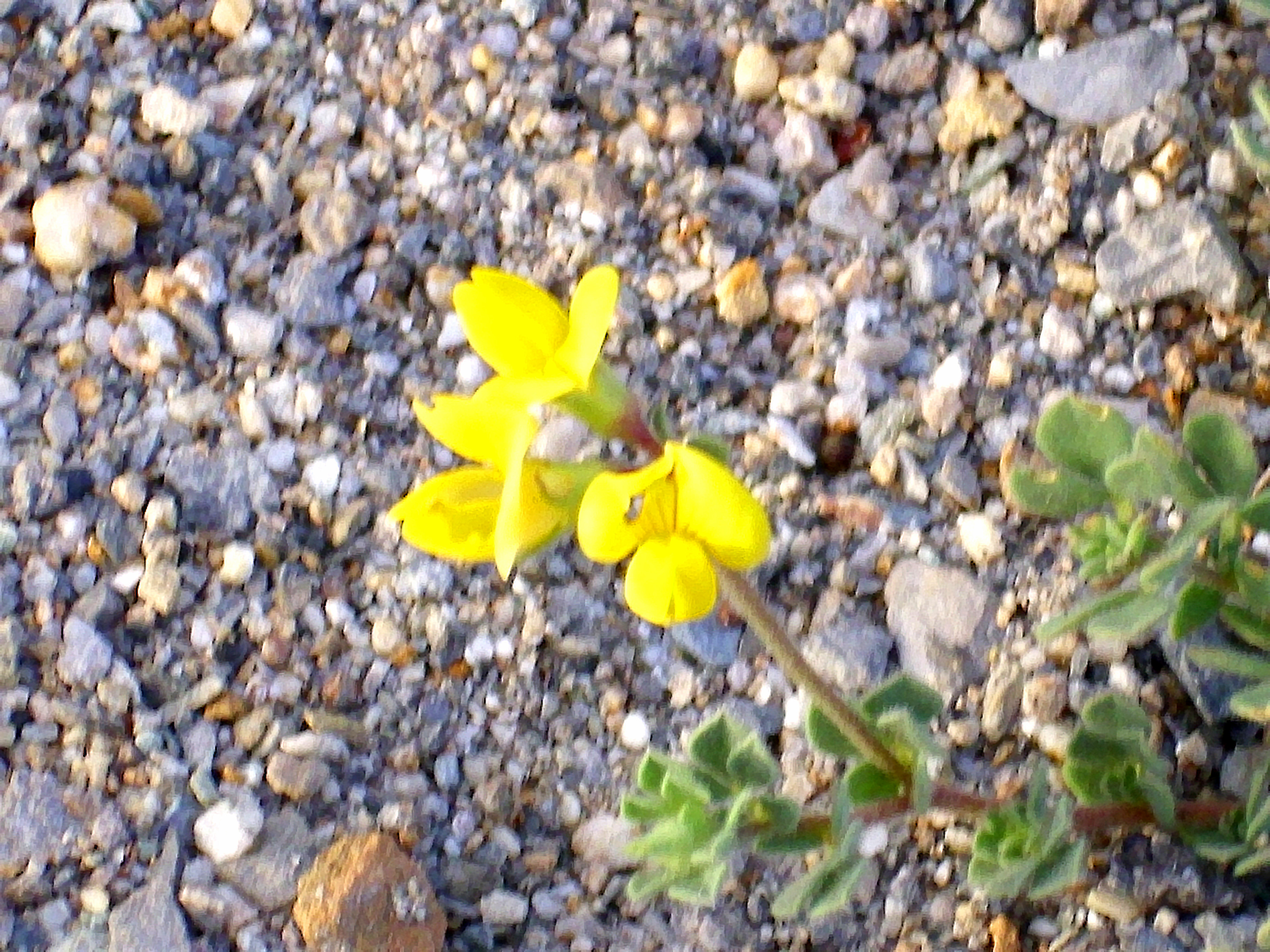

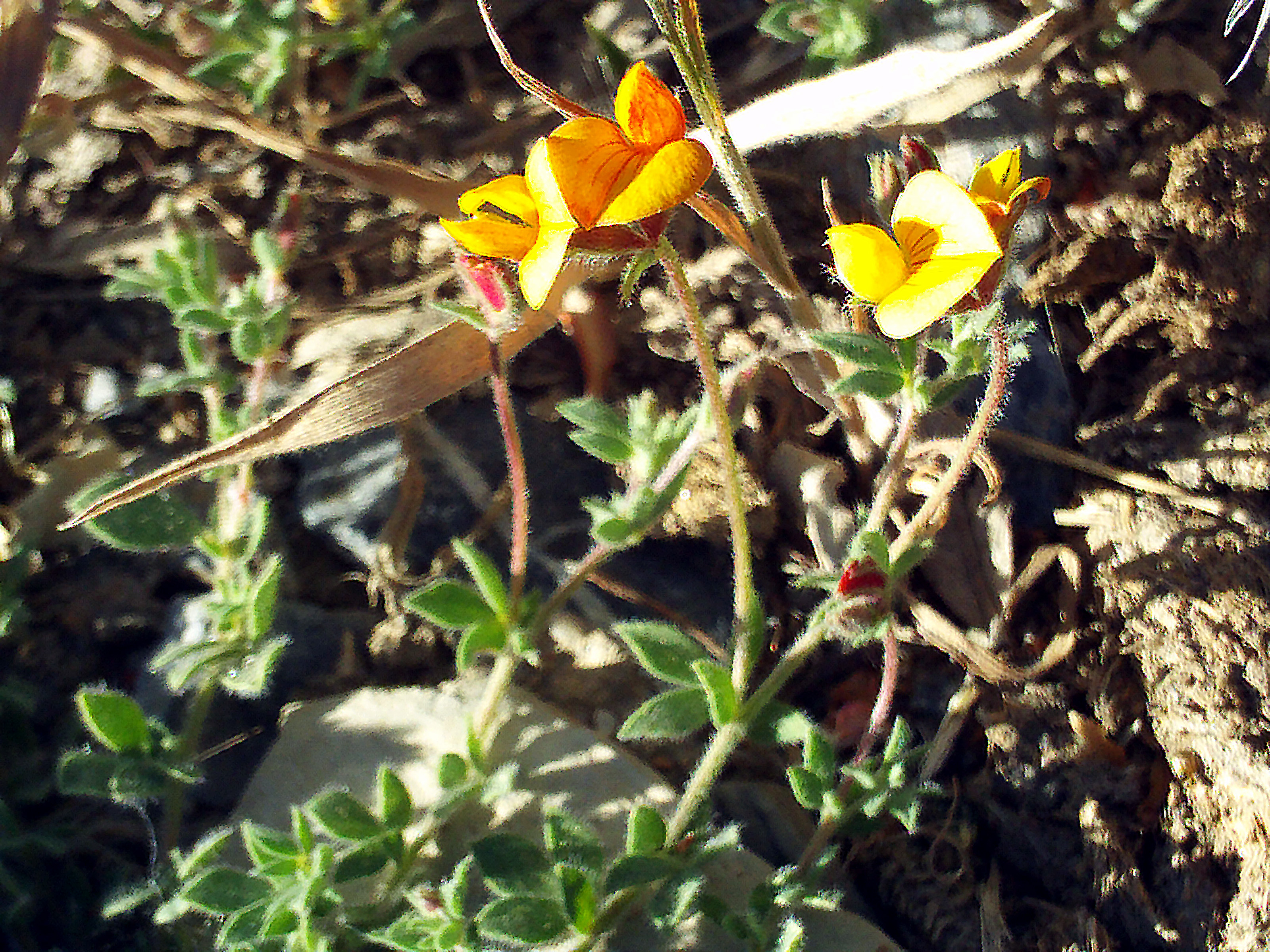

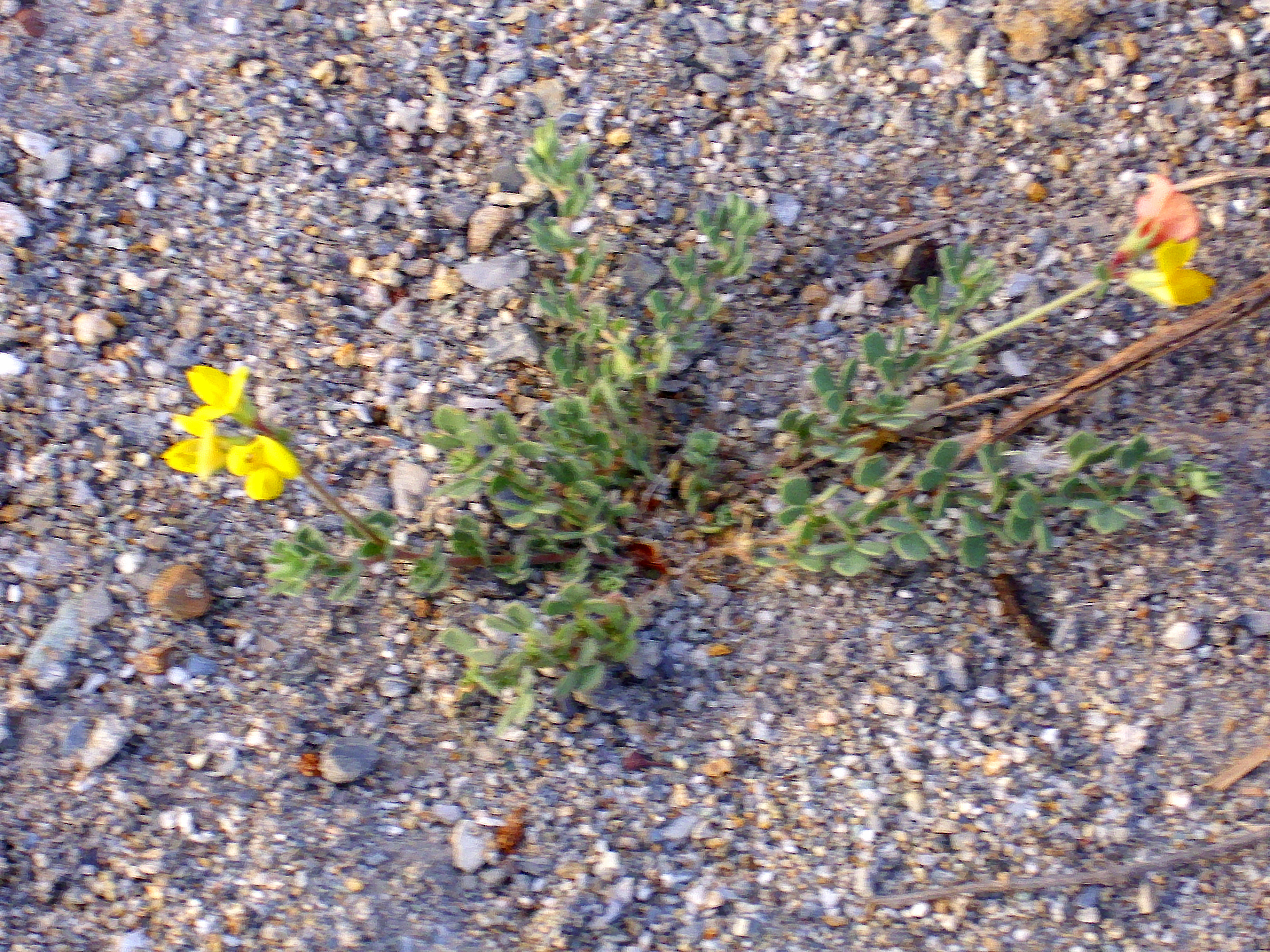

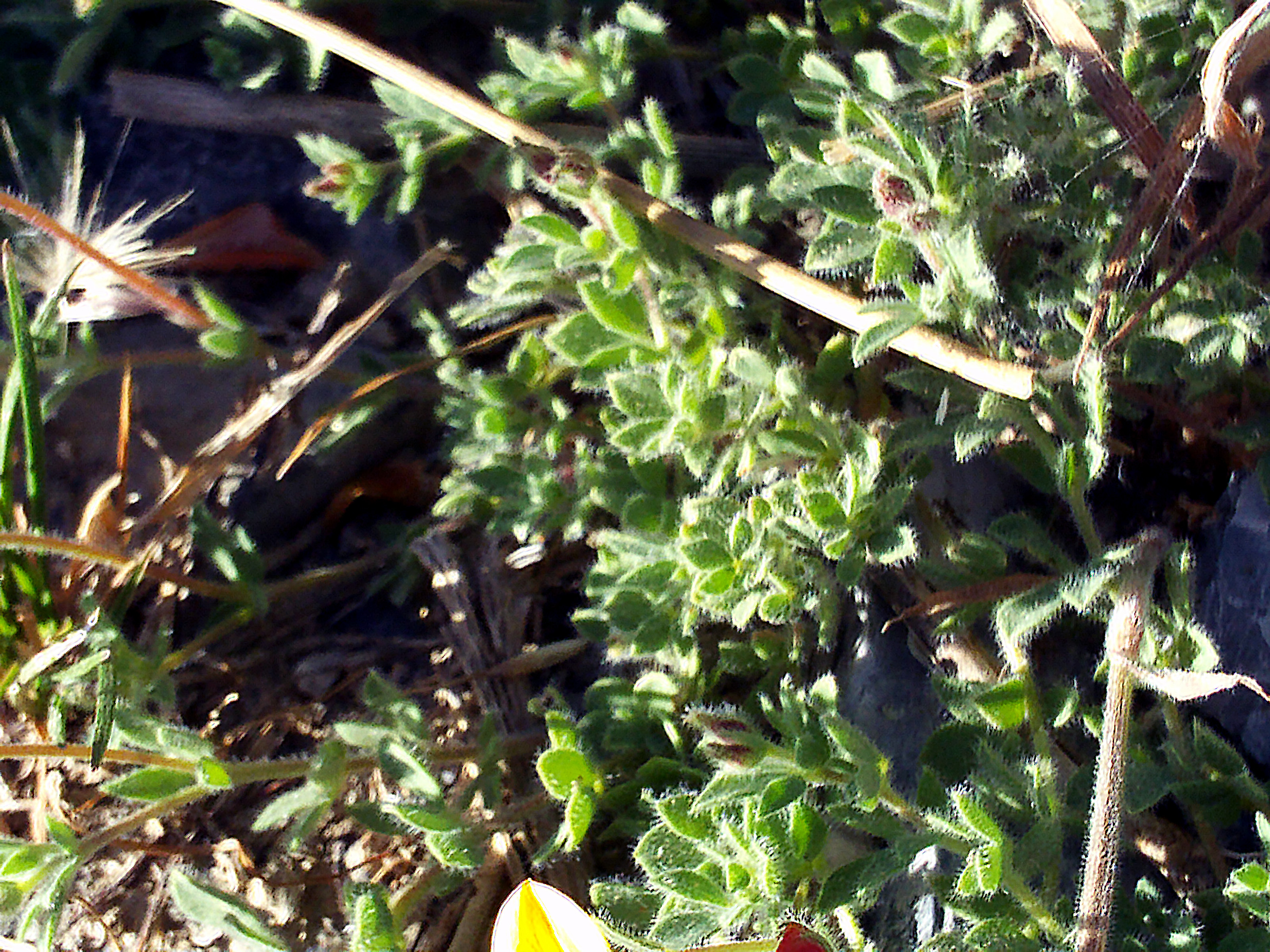

## Caracteres
Hierba perenne por medio de rizoma. Tallos tendidos o ascendentes más o menos ramificados. Hojas compuestas por 5 hojuelas, las dos inferiores semejantes a estípulas; hojuelas simples, enteras, variablemente pelosas, de hasta 10x 5 mm. Flores dispuestas en cabezuelas en número de hasta 6; cáliz tubular, con 5 dientes: corola amariposada de color amarillo con manchas rojizas, de hasta 10 mm de longitud. Fruto en legumbre cilíndrica de hasta 25 mm de longitud. Florece desde finales de primavera y en el verano

## Hábitat
Frecuente en cervunales y en prados húmedos.

## Distribución
En la península ibérica en Sierra Nevada y en la Sierra de Gredos.

## Observaciones
La infusión de flores de cuernecillos tiene efectos ansiolíticos, por lo que se usa para combatir los estados nerviosos y de insomnio.

## Taxonomía
Lotus glareosus fue descrita por Boiss. & Reut. y publicado en Pugillus Plantarum Novarum Africae Borealis Hispaniaeque Australis 36. 1852.
Citología
Números cromosomáticos de Lotus corniculatus  (Fam. Leguminosae) y táxones infraespecificos: 2n=24
Sinonimia
- Lotus corniculatus subsp. carpetanus (Lacaita) Rivas Mart. in Anales Inst. Bot. Cavanilles 21: 240 (1964)
- Lotus carpetanus Lacaita in Cavanillesia 1: 10 (1928)
- Lotus corniculatus var. carpetanus (Lacaita) Castrov. in Anales Jard. Bot. Madrid 38: 509 (1982)
- Lotus corniculatus f. longepedunculatus Merino, Fl. Galicia 1: 349 (1905)
- Lotus glacialis var. glareosus (Boiss. & Reut.) Pau in Mem. Mus. Ci. Nat. Barcelona, Ser. Bot. 1(1): 37 (1922)
- Lotus corniculatus sensu E.Ruiz in Valdés, Talavera & Galiano (eds.), Fl. Andalucía Occid. 2: 72 (1987)[4]